# 청통로
청통로(Cheongtong-ro)는 대한민국의 경상북도 영천시 청통면 중심부를 연결하는 도로이다.

## 노선 경로
- 삼거리 명칭 미상 - 장수로 (국도 제28호선) ◆ 지방도 제909호선 진입 ↓ ◆
- 보성교 - 대구포항고속도로
- 청통네거리 - 금송로 (지방도 제919호선) ◆ 지방도 제909호선 진입 ↑ ◆
- 은해사주차장 진입 끝